# Atommasz
Atommasz (ros. Атоммаш) – prywatne rosyjskie zakłady przemysłowe koło Wołgodońska. Jedno z największych przedsiębiorstw w Rosji, producent sprzętu dla energetyki jądrowej (reaktorów jądrowych, wymienników ciepła, turbin i separatorów) oraz wyposażenia dla przemysłu naftowego, gazowego i budownictwa.